# Planodiscus
Planodiscus  (лат.) — род клещей из семейства Uropodidae. Около 15 видов. Мирмекофильная группа, ассоциированная с кочевыми муравьями родов Eciton (Eciton burchellii, Eciton drepanophorum, Eciton hamatum) и Neivamyrmex (Neivamyrmex gradualis). Эти клещи прикрепляются только к ногам рабочих муравьёв и перемещаются вместе с ними.

## Распространение
Северная, Центральная и Южная Америка.

## Список видов
- Planodiscus Sellnick, 1926: [1]
  - Planodiscus borgmeieri Elzinga, 1990 — Эквадор, на муравьях Neivamyrmex gradualis (Hymenoptera).
  - Planodiscus burchelli Elzinga & Rettenmeyer, 1966 — Бразилия, Гватемала, на муравьях Eciton burchellii[3]
  - Planodiscus capillilatus Elzinga, 1991[4] — Перу, на муравьях Eciton drepanophorum (Hymenoptera)
    - =Planodiscus capillilata (Elzinga, 1991)

  - Planodiscus cupiens Elzinga & Rettenmeyer, 1970 — Британская Гвиана[5]
  - Planodiscus elongatus Elzinga & Rettenmeyer, 1970 — Мексика, Эквадор
    - =Planodiscus elongata (Elzinga & Rettenmeyer, 1970)

  - Planodiscus elzingai (Hirsohmann, 1973) — Бразилия
    - =Trichocylliba elzingai Hirsohmann, 1973

  - Planodiscus foreli Elzinga & Rettenmeyer, 1970 — Панама, Эквадор
  - Planodiscus furcatus Ramadan, 1997
  - Planodiscus hamatus Elzinga & Rettenmeyer, 1970 — Гватемала, Панама[5]
  - Planodiscus hirsuta (Banks, 1902) — США
    - =Discopoma hirsuta Banks, 1902

  - Planodiscus kistneri Elzinga, 1991[4] — Перу, на муравьях Eciton drepanophorum 
  - Planodiscus mexicanus Elzinga, 1990 — Мексика, на муравьях Eciton hamatum
    - =Planodiscus mexicana (Elzinga, 1990)

  - Planodiscus setosus Elzinga & Rettenmeyer, 1970 — Бразилия, Британская Гвиана[5]
    - =Planodiscus setosa (Elzinga & Rettenmeyer, 1970)

  - Planodiscus squamatim Sellnick, 1926 — Бразилия